# Алунішу (Бейкулешть, Арджеш)
Алунішу (рум. Alunișu) — село у повіті Арджеш в Румунії. Входить до складу комуни Бейкулешть.
Село розташоване на відстані 137 км на північний захід від Бухареста, 31 км на північний захід від Пітешть, 103 км на північний схід від Крайови, 102 км на південний захід від Брашова.

## Населення
За даними перепису населення 2002 року у селі проживала 241 особа, усі — румуни. Усі жителі села рідною мовою назвали румунську.